# Пинк Пантер 2
Пинк Пантер 2 (енгл. The Pink Panther 2) је амерички филм из 2009. године, који представља наставак на претходни филм, Пинк Пантер.

## Радња
Стив Мартин ће поново глумити смешног инспектора Жака Клузоа у овој савременој фарси Џон Клиз ће глумити главног инспектора Драјфуса. Гарсија, Молина и Рај ће тумачити улоге детектива и експерата који се удружују са Клузоом у лову на лопова (Торнадо) који краде уметничке предмете широм света.

## Улоге
| Глумац         | Улога                         |
| -------------- | ----------------------------- |
| Стив Мартин    | Инспектор Жак Клузо           |
| Жан Рено       | Жилбeр Понтон                 |
| Емили Мортимер | Никол Дурaн                   |
| Енди Гарсија   | Винћенцо Брaнкaлeонe          |
| Џон Клиз       | Глaвни Инспектор Шaрл Драјфус |
| Алфред Молина  | Рандaл Пeпeриџ                |
| Џереми Ајронс  | Алонсо Аваљанеда              |
| Ајшварија Рај  | Соња Соландрес                |
| Јуки Мацузаки  | Кенџи Мазуто                  |
| Џефри Палмер   | Комесар Жубер                 |